# François Le Clerc
Pour les articles homonymes, voir Le Clerc et Jambe de bois (homonymie).
François Le Clerc ou Francis Le Clerc († 1563 aux Açores) aussi connu sous le nom de « Jambe de bois » était un corsaire et pirate français originaire de Normandie.

## Biographie
Originaire de Réville ou de Gréville-Hague, il est reconnu comme le premier pirate de l'ère moderne à avoir une jambe de bois. Il est également le premier à avoir obtenu une lettre de marque qu'il reçut d'Henri II.
Il était souvent le premier à aborder un vaisseau lors d'une attaque ou d'un raid. C'est à cause de ce caractère effronté qu'il a perdu une jambe et a reçu une blessure grave à un bras en combattant les Anglais à Sercq et Guernesey en 1549. Alors que d'autres pirates auraient cessé leur carrière en raison d'une telle blessure, Le Clerc refusa de prendre sa retraite et, au contraire, étendit la portée de son activité de piraterie en finançant les voyages et les attaques d'autres pirates.
Malgré ses blessures, Le Clerc a mené de grandes attaques contre les Espagnols qui l'ont d’ailleurs surnommé « Pata de Palo » (jambe de bois). Le roi Henri II l'anoblit en 1551 et rend hommage à sa hardiesse. En 1553, il prit en charge la commande de six galions, huit caravelles et quatre pataches montés par 800 marins. Ces derniers furent commandés par lui-même, Jacques de Sores et Robert Blundel. La même année, il mena une attaque contre la ville de Santa Cruz de La Palma aux îles Canaries. Il la pille et y met le feu ce qui détruisit un grand nombre de bâtiments. Avec cette flotte puissante, il attaque et pille également San Germán sur l'île de Porto Rico ainsi que les ports d'Hispaniola du Nord au Sud, les îles Mona et Saona, Yaguana… en emportant tous les canons qu'il trouvait.
En 1553, Le Clerc reçoit le commandement du navire Le Claude, l'un des douze navires garde-côtes de Normandie.
En 1554, la flotte mit à sac la ville de Santiago de Cuba. Elle occupa la ville pendant un mois et partit avec un trésor de 80 000 pesos. La ville, qui était la capitale de Cuba à l'époque, fut tellement ravagée qu'elle fut rapidement éclipsée par La Havane et ne retrouva jamais sa prospérité d'autrefois. Par la suite, il se dirige vers les Açores.
Un plus grand butin fut pris lors du voyage retour lorsque la flotte pilla la ville de Las Palmas de Gran Canaria sur l'île de Grande Canarie.
François Le Clerc et sa flotte de 330 hommes furent les premiers Européens à s'installer à Sainte-Lucie. Il établit son repaire dans un îlot nommé « Pigeon Island » car l’endroit était idéal pour s’élancer à l’abordage des galions espagnols qui passaient au large de la Martinique.
En 1560, alors qu'il attendait un vaisseau espagnol qui transportait des lingots d'or, il ravagea les villes situées sur la côte de Panama.
En avril 1562, les protestants de plusieurs villes de Normandie se rebellent contre leur roi catholique. Élisabeth Ire d'Angleterre envoya des troupes anglaises pour occuper Le Havre jusque 1563. Le Clerc, converti au protestantisme, rallia la cause anglaise soutenant Warwick (v. 1530-1590), le gouverneur anglais du Havre, et ravage les vaisseaux français. En mars 1563, il demanda à la reine Élisabeth une grosse somme d'argent en récompense de ses actions. Blessé dans son orgueil lorsque la reine rejette sa demande, il met les voiles vers les Açores, où il est tué la même année en traquant des galions espagnols remplis d'or.
Le Clerc fit probablement construire le manoir de la Crasvillerie, où il reçut à dîner l'amiral Gaspard II de Coligny, le 29 mars 1555, en tournée d'inspection des côtes de la Manche, en compagnie de Martin du Bellay, lieutenant-général du roi en Normandie et de son ami Gilles de Gouberville.
Il eut pour fille Catherine Le Clerc, qui épousa Nicolas de Hennot, maître des eaux et forêts au bailliage de Cotentin.